# Dando Shaft
I Dando Shaft sono stati un gruppo inglese originario di Coventry, nelle Midlands, il cui nome riprende quello di un romanzo noir scritto da Don Calhoon. Formatosi nel 1968 come evoluzione del duo composto da Kevin Dempsey e Dave Cooper, ha tentato di portare avanti, senza molto successo di pubblico, una formula di folk rock più personale di quanto non proponesse il mainstream dell'epoca (Pentangle e Fairport Convention su tutti). Dopo tre album fra il 1970 e il 1972, il gruppo si scioglie per poi riunirsi brevemente cinque anni dopo, in occasione dell'incisione di un album molto diverso dai precedenti.

## Musica
La musica dei Dando Shaft si caratterizza innanzitutto per la strumentazione: la batteria, ad esempio, viene usata in quantità convenzionali solo nel quarto ed ultimo album. A ciò si aggiunga l'utilizzo delle tabla, del contrabbasso, il fitto intreccio chitarristico e, soprattutto, il virtuosismo al mandolino di Martin Jenkins (che suona anche violino e flauto, e cura gli arrangiamenti). La cantante Polly Bolton interviene a partire dal secondo album.
Il primo disco dei Dando Shaft si intitola An Evening With Dando Shaft e viene pubblicato nel 1970. La produzione è affidata a Miki Dallon della Youngblood, dopo che l'interessamento di Sandy Glellon, loro primo manager, ha permesso di attrarre diversi discografici ad alcune esibizioni dei Dando Shaft a Coventry. Pesa molto sul disco l'influenza della musica tradizionale inglese: l'atmosfera è rustica, il tutto è completamente acustico. La canzone che apre l'album è Rain. Gli altri titoli rendono bene l'idea delle sensazioni che più stanno a cuore ai Dando Shaft: Cold Wind, September Wine, In the Country o Drops of Brandy.
Il successivo album (Dando Shaft, del 1971) è composto da undici brani, di cui due inferiori al minuto di durata: la strumentale Dewet (che presenta un complesso e arzigogolato duetto di chitarra e mandolino) e Prayer,  che chiude l'album. La voce della Bolton è esaltata in Railway, in cui il ritmo del treno è evocato da violino e tablas, sostenuti dal contrabbasso. Tra gli altri brani, Sometimes, Coming Home to Me e Waves Upon the Ether. Alla pubblicazione del disco segue un periodo di concerti, spesso come gruppo spalla degli Osibisa e di Brian Auger.
Nel 1971, l'etichetta Neon fallisce e i Dando Shaft finiscono per firmare per la RCA. L'etichetta fornisce ai Dando Shaft un apparato pubblicitario decisamente maggiore di quello finora sperimentato dalla banda ma il successo non arriva affatto e l'esperienza dei Dando Shaft si chiude temporaneamente con Lantaloon, del 1972. La Bolton e Dempsey formano un duo, prima di convogliare negli Aquarius (una band di folk jazz che comprendeva ventisei membri). Jenkins raggiunge gli Hedgehog Pie, per poi lavorare con Richard Digence e Bert Jansch.

## La riunione
Nel 1977, cinque dei sei componenti originari (con l'esclusione del contrabbassista) tornano a incidere con il nome Dando Shaft. Il risultato è Kingdom, prodotto da Geoff Heslop per la casa discografica Rubber. Tra i musicisti ospiti figurano Danny Thompson, contrabbassista dei Pentangle, e Rod Clements, bassista dei Lindisfarne. Il disco si avvale di una formula nuova, maggiormente legata al jazz e in cui spiccano sassofono, chitarra elettrica e mandolino elettrico, e ospita diversi altri musicisti. Tra le canzoni, Kingdom, Daystar, Gloworm e, soprattutto, Follow You e Stroller in the Air.

## Formazione
- Dave Cooper - chitarra e voce
- Ted Kay - tabla e congas
- Polly Bolton - voce
- Kevin Dempsey - chitarra e voce
- Martin Jenkins - mandolino, violino, flauto
- Roger Bullen - contrabbasso

## Discografia
- 1970 An Evening With Dando Shaft (Youngblood)
- 1971 Dando Shaft (Neon)
- 1972 Lantaloon (RCA)
- 1977 Kingdom (Rubber)
- 1993 Shadows Across the Moon Live (Happy Trails)